# Toli de Huntingdon
Toli de Huntingdon (también Toglos en las crónicas, m. 917) fue un caudillo vikingo y jarl de Huntingdon, una de las principales plazas del Danelaw de Inglaterra en el siglo x. Según los registros contemporáneos estaba sometido a la autoridad de los vikingos del reino de Estanglia o Northumbria. Toli murió en la batalla de Tempsford, junto al jarl Manna y otros notables, y el burh de Huntingdon fue sometido al control y soberanía de Eduardo el Viejo.